# Markéta Hrubešová

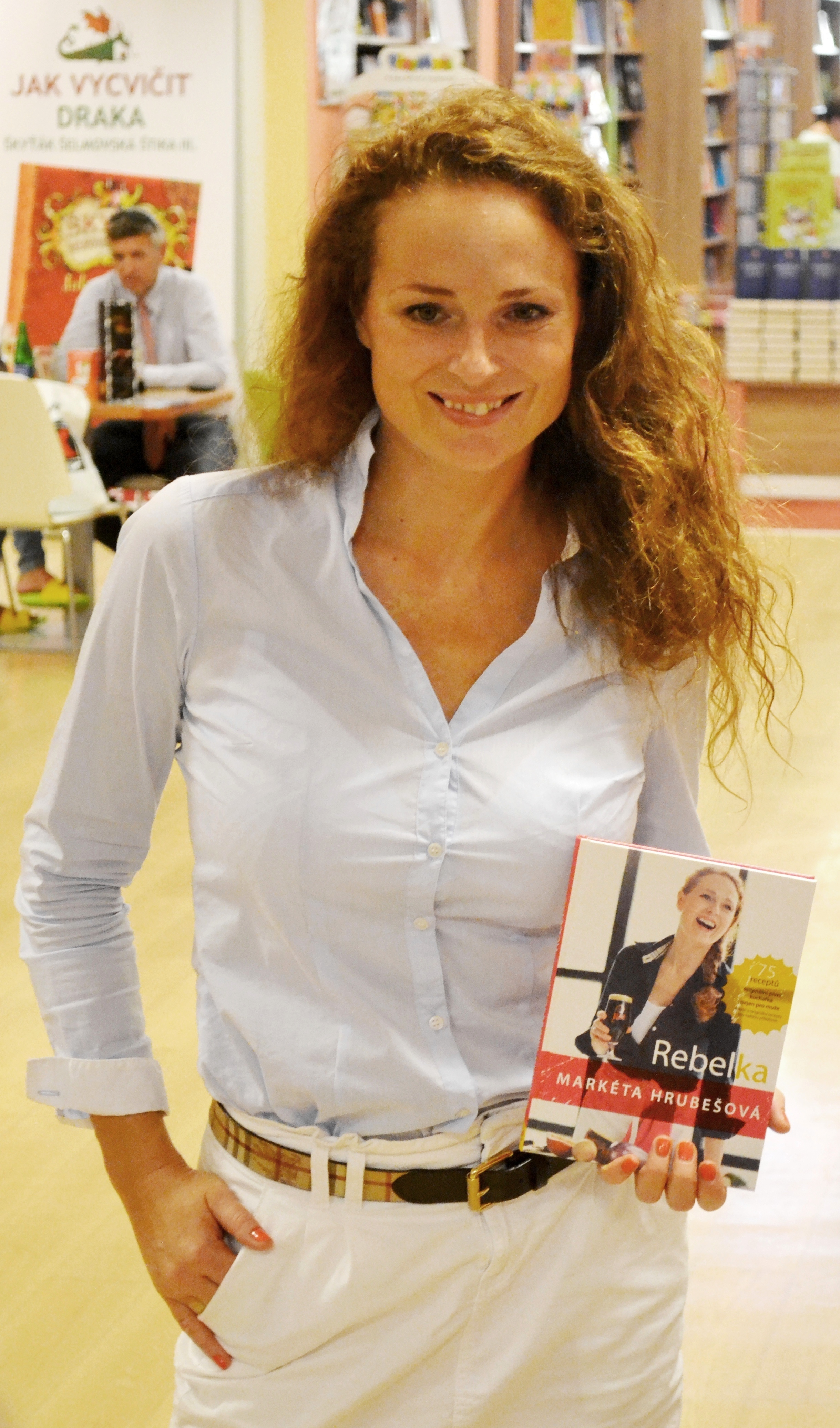
Markéta Hrubešová 2014

Markéta Hrubešová (* 17. März 1972 in Prag) ist eine tschechische Schauspielerin.

## Karriere
Hrubešová debütierte in einer größeren Rolle im tschechischen Kriegsdrama Oznamuje se laskam vasim im Jahr 1988. Im Märchenfilm Prinzessin Fantaghirò (1991) trat sie an der Seite von Alessandra Martines und Mario Adorf auf. Im September 1994 wurde sie Playmate des Monats der tschechischen Ausgabe der Zeitschrift Playboy. Im Erotikdrama Delta of Venus (1995), welches anhand des Romans Das Delta der Venus von Anaïs Nin entstanden ist, spielte sie an der Seite von Audie England eine der größeren Rollen. Der Film Winter '89 (1998), in dem sie eine der Hauptrollen übernahm, wurde 1998 für den Kristallglobus des Internationalen Filmfestivals Karlovy Vary nominiert. Nach einigen Jahren Pause spielte sie im Familienfilm Saxana und die Reise ins Märchenland, der im Jahr 2011 veröffentlicht wurde. Bislang hat sie als Schauspielerin vor der Kamera in mehr als 70 Film-und-Fernsehproduktionen mitgewirkt.

## Filmografie (Auswahl)
- 1988: Oznamuje se laskam vasim
- 1989: Ich sitze auf einem Ast und fühle mich wohl (Sitting on a Branch, Enjoying Myself)
- 1989: Der Falkenkönig (Jestrábí moudrost)
- 1991: Prinzessin Fantaghirò (Fantaghirò, Miniserie, 1 Folge)
- 1993: Die Abenteuer des jungen Indiana Jones (Fernsehserie, 1 Folge)
- 1994: Andelské oci
- 1995: Delta of Venus
- 1996: Allzu laute Einsamkeit (Une trop bruyante solitude)
- 1998: Winter '89
- 2003: Das Krankenhaus am Rande der Stadt – 20 Jahre später (Nemocnice na kraji města po dvaceti letech, Fernsehserie, 1 Folge)
- 2004: Jak básníci neztrácejí nadeji
- 2011: Saxana und die Reise ins Märchenland (Saxána a Lexikon kouzel)
- 2020: Der Zürich-Krimi: Borchert und die tödliche Falle (Miniserie)